# 王子的行列

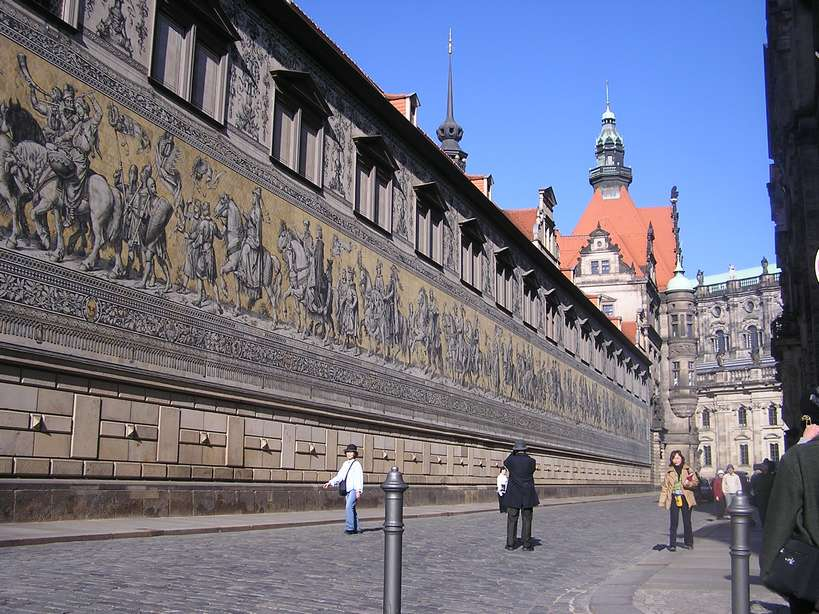
王子的行列

王子的行列（德語：Fürstenzug），是位於德國薩克森州德勒斯登的一幅大型壁畫，畫於1871年至1876年之間，是為了慶祝薩克森統治者韋廷王朝800週年紀念而繪。為了防水，在1904年至1907年期間，壁畫貼上了23,000片瓷片。王子的行列總長度達102米，被稱為世界最大的陶瓷藝術品。

## 外部連結
- High resolution image （页面存档备份，存于） of the Fürstenzug at Gigapan.org
- 维基共享资源上的相關多媒體資源：王子的行列

51°03′10″N 13°44′21″E / 51.05278°N 13.73917°E